# Estación San Enrique
San Enrique era el nombre que recibía una estación ferroviaria ubicada en la pequeña localidad del mismo nombre, partido de Veinticinco de Mayo, Provincia de Buenos Aires, Argentina.

## Servicios
La estación era la terminal del ramal que la unía con el Empalme La Barrancosa en el partido de Saladillo. Se encontraba en el km 247,7 desde Estación Constitución. Fue clausurada en 1977 por la dictadura de Videla y sus vías levantadas durante el Gobierno de Menem en 1992.

## Historia
La estación fue habilitada por la compañía Ferrocarril del Sud, el 1 de julio de 1911 junto a las demás estaciones del ramal entre esta y el Empalme La Barrancosa.